# Čas (album)
Čas je prvi album skupine D-Fact, ki je izšel leta 2002 pri Nika Records.

## Seznam skladb
Vse pesmi in vsa besedila je napisala skupina D-Fact, razen, kjer je posebej navedeno.
| Št. | Naslov                                         | Besedilo                 | Glasba             | Dolžina |
| --- | ---------------------------------------------- | ------------------------ | ------------------ | ------- |
| 1.  | „Začetek‟                                      |                          | Mitja Cerkvenik    | 1:08    |
| 2.  | „Blok blok (Vse je defektno)‟                  |                          |                    | 4:04    |
| 3.  | „V.I.P.‟                                       |                          |                    | 3:05    |
| 4.  | „Samosvoj‟                                     |                          |                    | 3:36    |
| 5.  | „Čas ameriške dekadence‟                       |                          |                    | 2:47    |
| 6.  | „Prihod nove generacije‟ (feat. Klemen Klemen) | Klemen Klemen            | Cerkvenik • D-Fact | 3:44    |
| 7.  | „Dovolj‟                                       |                          |                    | 4:17    |
| 8.  | „Sredina‟                                      |                          |                    | 1:03    |
| 9.  | „Anea‟                                         |                          |                    | 3:13    |
| 10. | „Budala‟                                       |                          |                    | 3:49    |
| 11. | „Nič ne priznam‟ (fest. Mičo – C.R.A.S.H.)     |                          |                    | 3:14    |
| 12. | „Atman‟ (feat. Mohamed Humayun)                | Mohamed Humayun • D-Fact | Cerkvenik • D-Fact | 3:15    |
| 13. | „Vse to ti veš‟                                |                          |                    | 3:53    |
| 14. | „Konec‟                                        |                          |                    | 2:38    |

## Zasedba

### D-Fact
- Milijan Pluzarev – kitara
- Miha Vivoda – kitara
- Bojan Rojc – bas kitara
- Simon Stojko Falk – zvočni učinki
- Predrag Rajčić – vokal
- Andraž Paliska – bobni

### Ostali
- Mitja Cerkvenik – programiranje
- Dejan Radičević – programiranje, produkcija, miksanje
- Aco Razbornik – mastering